# Громадянська війна на Шрі-Ланці
Громадянська війна на Шрі-Ланці — збройний конфлікт між центральним урядом Шрі-Ланки і воєнізованим рухом «Тигри визволення Таміл-Іламу». Бойові дії з перервами тривали з 1983 по 2009 рік і забрали щонайменше 80 тис. життів.

## Передумови
Після отримання незалежності від Великої Британії в 1948 році в політичному житті Шрі-Ланки домінували сингали. У той же час відбувалася дискримінація тамільської меншини. Зростання напруженості між двома етнічними групами призвело в 1977 до кровопролитних безладів. З 1976 року існувало угруповання «Тигри визволення Таміл-Ілама» (ТВТІ), яке виступало за створення незалежної держави Таміла.
Спалення бібліотеки в Джафні і погроми за прямої участі сингалів-поліцейських викликали глибоке обурення серед тамілів.
У липні 1983 року бойовики ТВТІ атакували урядовий патруль в місті Джафна, що викликало відповідну реакцію сингалів, які організували тамільські погроми. Ці події відомі як Чорний липень. Уряд ввів воєнний стан. З цього моменту на острові почалася громадянська війна.

## Етапи
Виділяються наступні етапи війни:
- Чорний липень
- Перша Іламська війна (1983–1987): ранній етап бойових дій.
- Індійська інтервенція (1987–1990): втручання в конфлікт Індії. Влітку 1987 на острів прибули індійські війська, які повинні були виконувати миротворчі функції, проте незабаром виявилися втягнуті в бойові дії проти ТВТІ. Зазнавши втрат, в березні 1990 року індійський контингент залишив Шрі-Ланку[9].
- Друга Іламська війна (1990–1994): відновлення громадянської війни. Цей етап характеризується сплеском терористичних акцій, що проводяться ТВТІ, і серією вбивств високопоставлених урядових чиновників, у тому числі президента країни Ранасінгхе Премадаси.
- Третя Іламська війна (1995–2002): після короткого перемир'я війна триває. Урядові війська проводять широкомасштабні військові операції, досягаючи лише часткового успіху.
- Перемир'я (2002–2006). На початку 2002 року за посередництва Норвегії (спеціального представника Еріка Солхейм) укладено перемир'я між ворогуючими сторонами. Велися переговори про врегулювання конфлікту.
- Четверта Іламська війна (2006–2009?). У квітні 2006 року після організованих ТВТІ терористичних акцій бойові дії поновилися.

## Поразка «тигрів»
У січні 2008 року уряд Шрі-Ланки формально оголосив про відмову від дотримання угоди про перемир'я.
2 січня 2009 року урядовим військам після місяця запеклих боїв вдалося взяти «столицю тигрів» місто Кіліноччі армія Шрі-Ланки 14 січня взяла під свій контроль весь півострів Джафна
25 січня 2009 після запеклої битви війська Шрі-Ланки взяли останній опорний пункт ТВТІ — місто Муллаїттіву.
На початку квітня 2009 року «тигри» зазнали відчутних втрат від солдатів уряду в Пітуккудіюрупу
16 травня 2009 року президент Шрі-Ланки Махінда Раджапаксе заявив про перемогу над ТВТІ. Офіційний представник «тамільських тигрів» визнав поразку і оголосив про припинення вогню.
18 травня 2009 року лідер тамільської сепаратистської організації «Тигри визволення Таміл Іламу» Велупіллаї Прабхакаран був убитий при спробі вирватися з оточення. Загін Прабхакарана, який налічував близько 200 бійців, був оточений в джунглях на північному сході країни. Тіло Прабхакарана було виявлено в санітарній машині, обстріляній передовим загоном армії.
Раніше був убитий старший син Прабхакарана. Крім цього спецназ убив лідера політичного крила «Тамільських тигрів» Баласінгама Надесана і ще двох членів керівництва організації.

## Жертви
Всього в ході останньої наступальної операції проти тамілів загинуло 6500 мирних жителів і близько 200 тисяч стали біженцями. Урядові війська Шрі-Ланки втратили понад 6200 чоловік убитими, ще близько 30 тисяч військовослужбовців отримали поранення.